# Anaphore d'Addaï et Mari
L'anaphore d'Addai et Mari (ou Liturgie d'Addai et Mari) est une des trois anaphores traditionnellement en usage dans l'Église assyrienne d'Orient. En liturgie, une anaphore désigne la prière eucharistique, précédée des rites de préparation de la distribution du pain et du vin eucharistiques. Selon la tradition, elle aurait été emmenée par les apôtres évangélisateurs de la Perse. Sa formulation définitive est attribuée au catholicos Ichoyahb III.
Elle n'inclut pas le récit évangélique de l'Institution eucharistique. Toutefois, depuis juillet 2001, l'Église catholique romaine reconnaît la validité de l'Eucharistie célébrée avec elle.